# Патрис Лумумба
 Тази статия е за конгоанския политик.  За университета носещ неговото име вижте Университет за дружба между народите.  
Патрис Лумумба е антиколониален водач и първият законно избран министър-председател на Демократична република Конго (тогава Република Конго-Леополдвил).
Той е роден на 2 юли 1925 г. в провинцията Касаи в Белгийско Конго. Учи в мисионерско училище и работи като журналист в Леополдвил (днешна Киншаса), също така е бил чиновник в една минна компания в Стенливил (днешен Кисангани).
В току-що станалата независима, но обхваната от хаос Република Конго, Съветският съюз и КГБ се намесват в полза на избрания министър-председател Патрис Лумумба. Антикомунизмът се превръща в значителна част от политиката на САЩ и ЦРУ предоставя оръжия и тайна подкрепа на прозападния Жозеф Касавубу и неговия подчинен Жозеф Мобуту. Междуособните борби приключват през 1960 г. когато Касавубу и Мобуту отстраняват Лумумба и превръщат страната (по-късно позната като Заир) в автокрация, която остава нестабилна дълго време след приключването на мандата на Айзенхауер. Мобуту убива Лумумба малко след отстраняването му от власт и мнозина считат, че ЦРУ (в лицето на тогавашния директор Алън Дълес и Сидни Готлиб – главен химик и специалист по отровите в ЦРУ) е подпомогнало Мобуту в планирането и изпълнението на убийството. След разсекретяване на редица файлове на ЦРУ се установява, че тогавашният президент на САЩ Айзенхауер дава нареждане на директора на ЦРУ да се ликвидира Лумумба.
Основен източник на това твърдение е разсекретено интервю (от август 2000 г.) с Робърт Джонсън – протоколчик на Съвета за Национална сигурност на САЩ по времето на президента Айзенхауер. Интервюто е официално оповестено след разследване на Сенатската комисия по разузнаване върху тайните операции на САЩ.
Лумумба е убит при неизвестни обстоятелства на 17 януари 1961 г.
Неговото име за периода 1961 – 1992 носи Руският университет за дружба на народите в Москва.